# 松橋事件
松橋事件（まつばせじけん）は、1985年〈昭和60年〉1月、熊本県下益城郡松橋町（現宇城市）で発生した殺人事件である。
被害者の将棋仲間の男性が逮捕・起訴され、懲役13年の有罪判決が言い渡され確定したものの、服役後の再審で無罪が言い渡され、確定した。事件発生・逮捕から再審での無罪確定まで34年を要した。
日本弁護士連合会が支援する再審事件の一つであった。

## 概要
1985年（昭和60年）1月8日、熊本県下益城郡松橋町（現宇城市）の町営住宅の一室で、同室に一人で住む59歳の男性の遺体が発見された。警察は、1月5日夜に被害者と激しく口論をしていた将棋仲間の男性A（当時52歳）の事情聴取を続け、同月20日になって犯行を自白したため逮捕。2月14日に起訴した。Aは一審の途中から自白を翻して犯行を否認し無罪を主張したが、一審熊本地方裁判所は自白の任意性・信用性を認めて懲役13年の判決を下した。Aは控訴・上告して争ったものの、福岡高等裁判所・最高裁判所ともに棄却して確定した。Aは服役し、1999年（平成11年）に仮釈放された。
確定審の上告審から国選弁護人についた齊藤誠弁護士を中心に再審に向けた検討が続けられ、熊本地方検察庁が保管していた証拠物の中にAが自供の中で「犯行時に凶器に巻き付けて使用し犯行後に燃やした」と話していた布片が見つかり、さらに被害者の傷はAが自供した凶器では成傷しえないとする法医学鑑定が得られた。日本弁護士連合会は、2011年（平成23年）8月11日の理事会で再審に対する支援を決定した。2012年（平成24年）、燃やしたとされた布片や法医学鑑定などを新証拠として、認知症となっていたAに代わってAの成年後見人が再審を請求。熊本地裁は、凶器やその使用方法などといった自白の核心部分と矛盾する新証拠が示されたと判断し、もはや自白には有罪と認定し得るだけの信用性は失われているとして再審開始を決定した。検察側は即時抗告・特別抗告をしたが、福岡高裁・最高裁も地裁決定を支持して再審開始が確定した。
2019年（平成31年）2月8日に開かれた第1回再審公判では、検察側が確定審・再審請求審に提出された200点の証拠を提出して改めて証拠調べを請求したが、再審請求審でも裁判長を務めた溝国禎久裁判長は、「すでに再審請求審で相当な長期間をかけて検討した上で信用性が否定されており、改めて証拠調べをしても結論が変わるとは認められない」としてAの自白調書や凶器など142点について証拠請求を却下。検察側は求刑を放棄して即日結審した。同年3月28日、熊本地裁は殺人罪について無罪の判決を下し、弁護側・検察側とも上訴権を放棄して確定した。
長期にわたる「任意」の取り調べを行って「自白」を強要した警察の捜査手法、公判前に否認したいという被告人の主張を受け入れなかった国選弁護人、さらに、明らかに自白と矛盾する証拠を隠して有罪を主張し続けたり、年齢や体調を考慮するよう求めた弁護側の要請を無視して本来判例違反や憲法違反でしか認められない特別抗告を行った検察の姿勢などが、冤罪を生み再審を遅らせた問題点として指摘されており、再審前の証拠開示の法整備や、再審請求審での検察側の抗告権の制限の必要性などの議論を呼んだ。

## 事件発覚

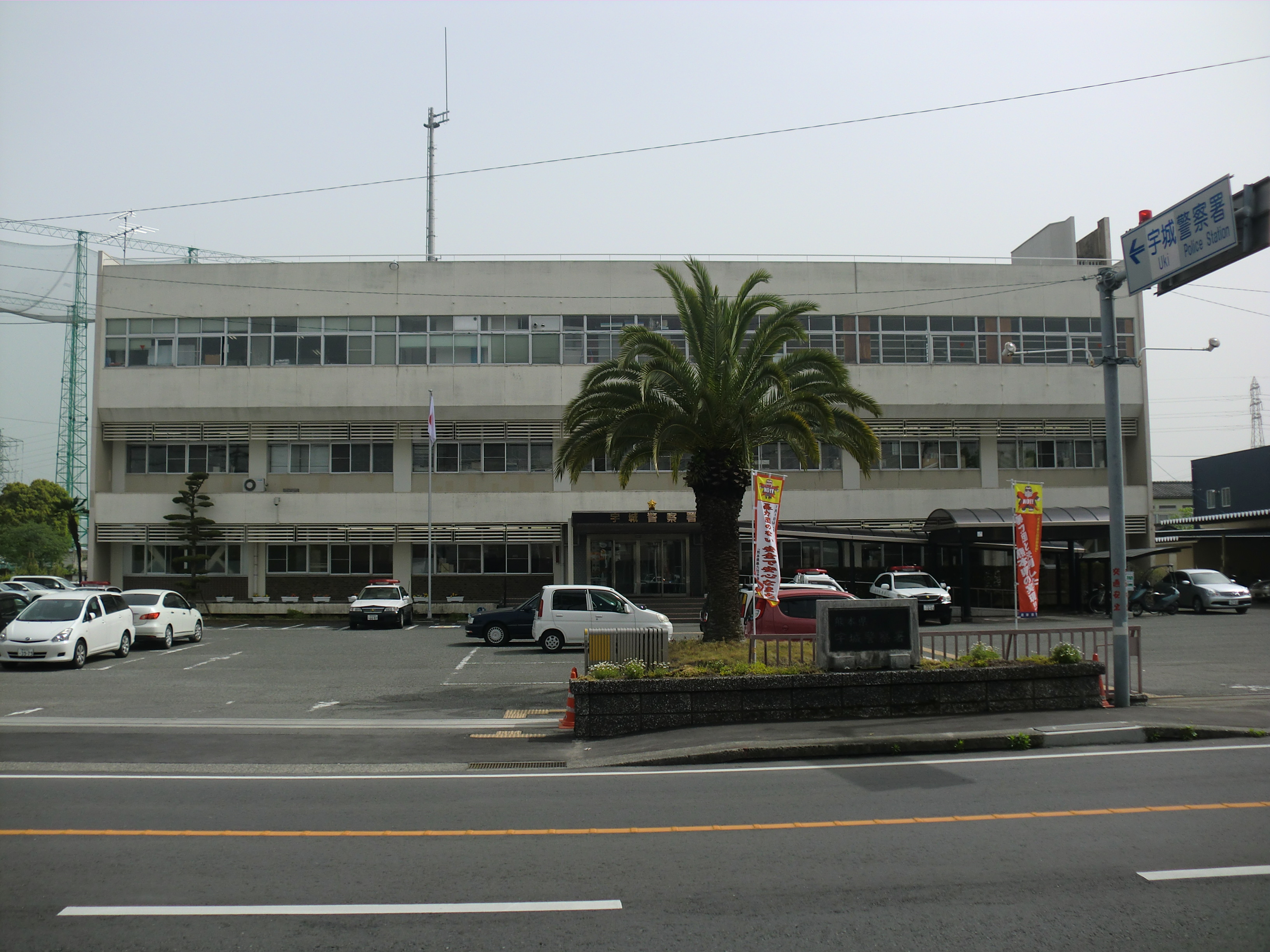
事件を捜査した松橋警察署（現宇城警察署）

1985年（昭和60年）1月8日9時30分ごろ、熊本県下益城郡松橋町（現宇城市）の町営住宅の一室で、男性の遺体が発見された。被害者は同室に一人で住む59歳の男性であった。司法解剖の結果、死後2日から4日が経過していると推定された。遺体には頚部を中心に15の創傷があり、死因は刃物で頸部を刺されたことによる失血死であった。

## 捜査
捜査が始まると、被疑者はすぐに浮上した。1月5日夜、被害者宅で将棋仲間4名による宴会が行われており、その席で些細なことから被害者と将棋仲間Aとの間で激しい口論となった末にAが被害者宅を追い出されていたことが判明したのである。そして、6日以降、被害者を見かけた者はいなかった。
警察は遺体が発見された8日夜からAの事情聴取を始めた。Aは被害者と口論になったことは認めたが、そのまま帰宅しただけだとして事件への関与を否定した。Aへの事情聴取は同月11日を除いて14日まで連日のように行われた。18日にはポリグラフ検査で陽性反応が出たことで追及を強めたが、Aは追い詰められたような態度になったものの否認を続けていた。しかし、19日には殺害について曖昧な供述をするようになり、「否認したまま逮捕してくれ」などと訴えた。そして20日は見たいテレビ番組があると出頭を拒否したAに対して、警察の提案にAも同意したため自宅での取り調べを行うことになった。その20日の自宅での取り調べでAはついに犯行を自白し、犯行に使った凶器として切り出し小刀を提出。同日逮捕された。翌21日付の熊本日日新聞には、取調室と思われる場所で逮捕状を執行される瞬間のAの写真が掲載された。
1月20日から2月4日にかけて、Aは以下のように供述した。
1月5日夜の宴会で、親戚のことについて被害者と口論となったが、被害者に「俺には暴力団が一杯ついとるから、お前を殺すのはわけなかぞ」と脅されたため謝り、そのまま自転車で自宅に帰った。しかしその途中で、以前から被害者に将棋のことで侮辱されていたことを思い出して怒りが再燃し、殺される前にこちらが殺そうと考え、自宅2階の作業場から切り出し小刀を持ち出して軍手をはめ、自転車で被害者宅に戻った。ちょうど被害者が、宴会で一緒に飲んでいた別の将棋仲間を家まで送るところだったので、そのあとをつけた。そして、自宅に戻った被害者の様子を裏口から窺って時機を見計らい、切り出し小刀で被害者の首を十数回刺して殺した。犯行後、被害者宅を後にするときに被害者の自転車にぶつかり、怒りに任せてその自転車を土手の下に投げ捨てた。自宅に戻る途中、軍手に被害者の血が付いているのに気付いて橋の上から川に捨てた。自宅に戻ると、風呂場で切り出し小刀についた被害者の血を洗い流し、刃こぼれしていたので砥石で研いだ。
2月5日に至って、川から軍手が見つからないことや凶器から血液反応がないことなどを追及されると、Aは次のように供述を変更・追加した。
軍手は実は自宅に持ち帰って風呂の焚口で燃やした。犯行時には血が付かないよう古いシャツを切った左袖部分の布を切り出し小刀に巻き付けていたが、その布も一緒に燃やした。また、宴会に行ったときは皮底靴を履いていたが、犯行時にはゴム底靴に履きかえた。皮底靴は1月18日に燃やし、燃え残った金具は石油缶の中に捨てた。
さらに、自宅の倉庫に拳銃と実包を隠し持っていることも供述した。これらの供述に基づいてAの自宅を捜索したところ、皮底靴の金具と拳銃・実包がAの供述通りの場所から発見された。
2月10日、Aは殺人罪で熊本地裁に起訴され、さらに銃砲刀剣類所持等取締法違反および火薬類取締法違反でも起訴された。

## 裁判

### 確定審

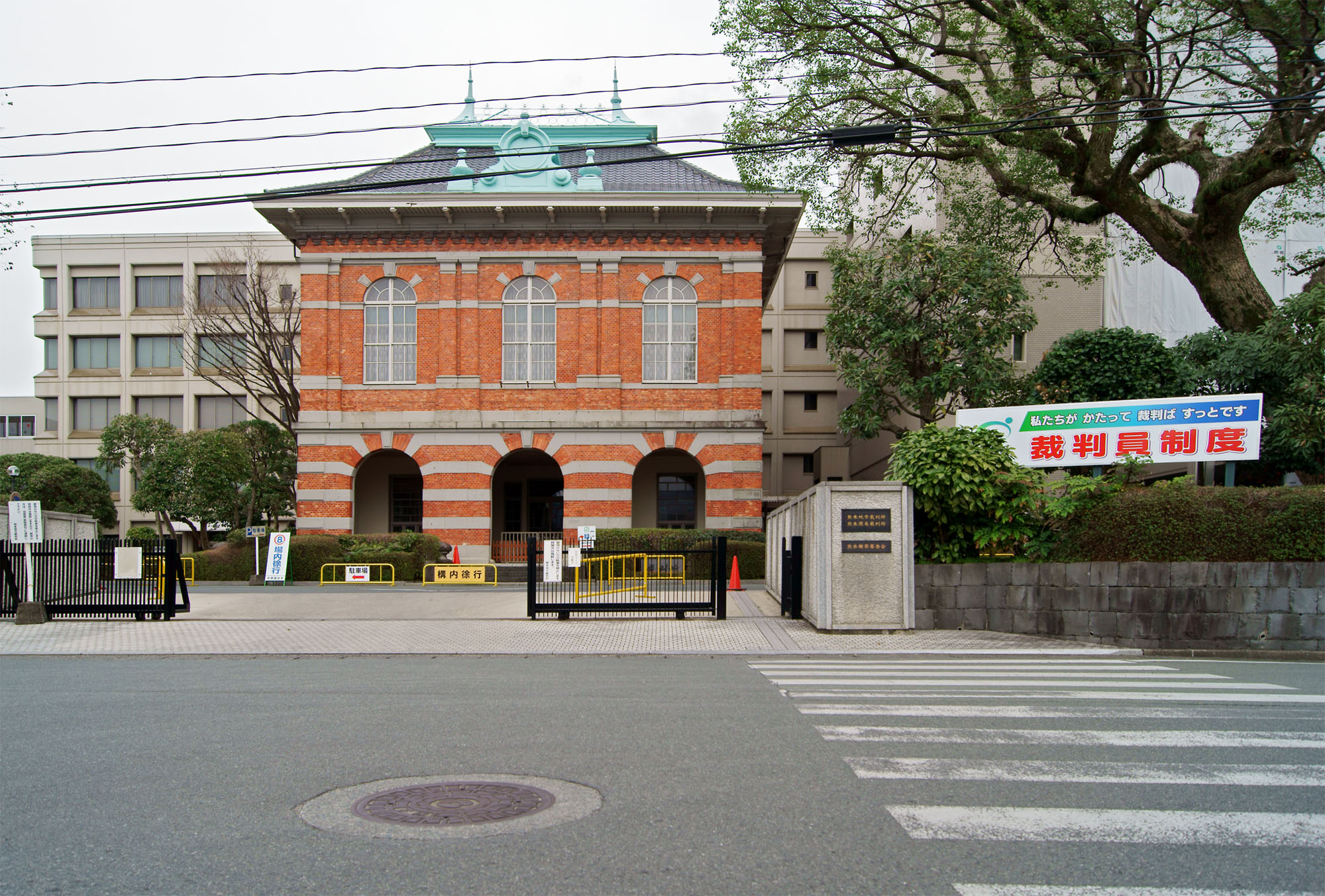
熊本地方裁判所

週明けに初公判を控えた週末、2度目にして公判前最後となる接見に訪れた国選弁護人に対して、Aは「否認して争いたい」と伝えた。しかし、起訴事実を認めたうえで情状酌量を求める弁護方針を立てていた国選弁護人の反応は、「無罪を争うのは困難」として、どうしてもそうしたいのであれば私選弁護人を依頼した方が良いというものであった。金銭的にも時間的にも余裕がなかったAは、やむをえず国選弁護人の弁護方針に従うこととした。
1985年（昭和60年）4月8日の初公判で、Aは、動機について若干争う姿勢を示したものの、その他の点については起訴事実を全て認めた。国選弁護人も、起訴事実を認めたうえで、飲酒による心神耗弱を主張した。しかし、Aは、6月25日の第4回公判での被告人質問における「犯行のことは記憶に残っているけれども、ほとんど記憶にない」という曖昧な供述を経て、続く8月13日の第5回公判での被告人質問以降は、被害者を殺害したことはないと全面否認に転じた。これを受けて熊本地裁は国選弁護人を交代させ、新たに三角修一弁護士が国選弁護人に就任。Aの犯人性についての審理が行われたが、目撃者はおらず、Aと犯行を直接結び付ける物証もなかったため、Aの自白をどう評価するかが焦点となった。
1986年（昭和61年）12月22日、判決公判が開かれた。熊本地裁は、
- 1月20日以降の自白は、2月5日に一部付加ないし変更されているが、基本的な部分は一貫している[13]
- 2月5日には拳銃等の不法所持も自白していることから、観念して本当のことを言う気になったという理由は十分首肯できる[13]
- 犯行の動機・経緯・手段等について、客観的証拠に照らし不自然あるいは不合理な点はない[13]
- 皮底靴の金具が供述通りに発見された事実や[13]、別の将棋仲間を送っていく被害者を尾行した際にある家の居間に明かりがついていたという供述は秘密の暴露にあたる[43]
- ポリグラフ検査においても反応を示した[43]

などとしてAの自白の信用性を認め、当時の捜査状況は「自白の任意性に疑いを抱かしめるほどの強制的なものであったとは、到底認めがたい」として任意性も認めた。そして、Aに対して懲役13年の有罪判決を下した。
Aは、控訴・上告して無罪を主張したが、1988年（昭和63年）6月21日に福岡高裁は控訴を棄却。1990年（平成2年）2月14日には最高裁が上告を棄却して一審判決が確定した。Aは服役し、1999年（平成11年）3月26日に仮釈放、同年7月22日に刑期が満了した。

### 再審請求

#### 再審請求までの経緯

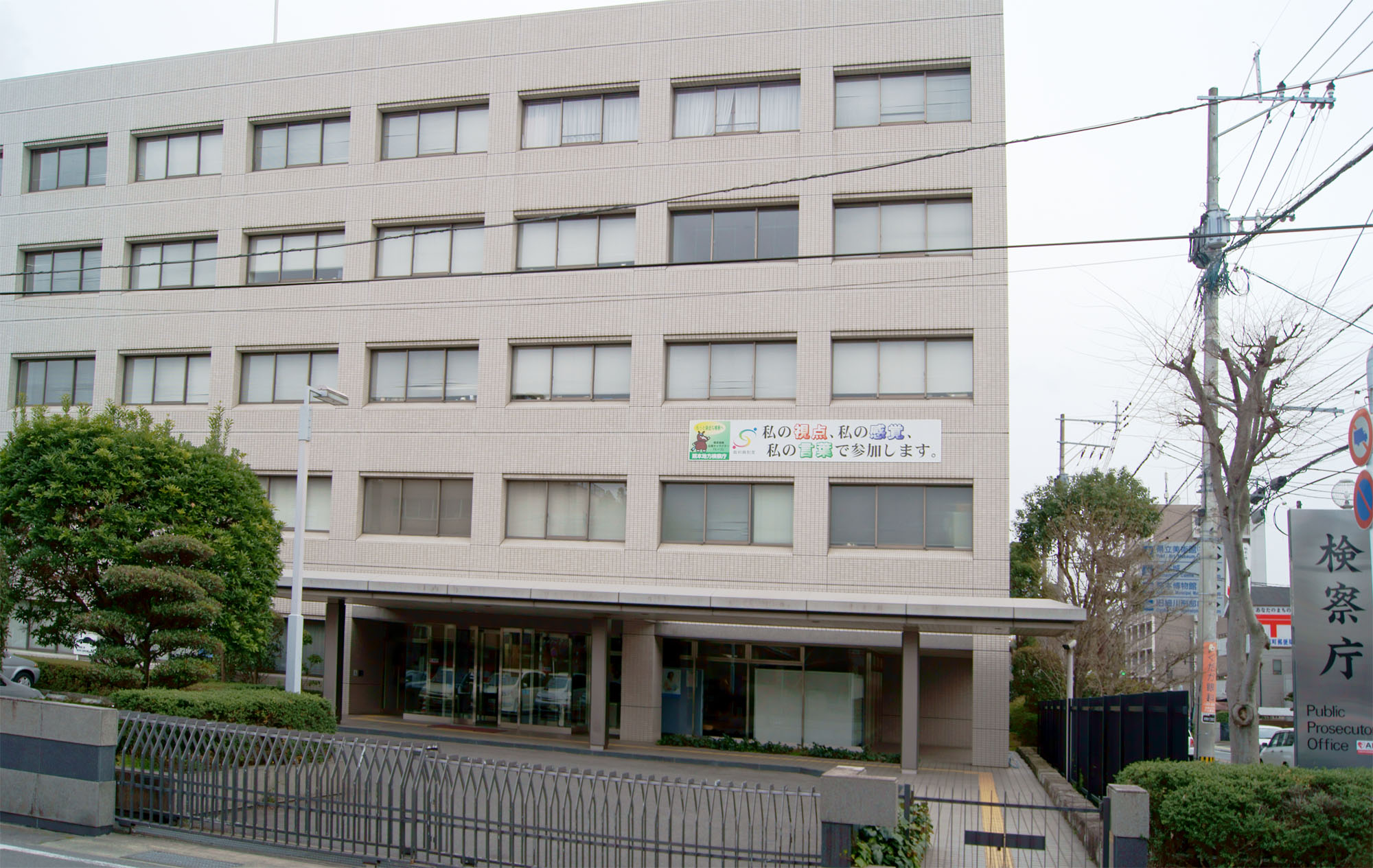
布片が発見された熊本地方検察庁

上告審から国選弁護人となった齊藤誠弁護士は、国選弁護人となった時点で再審請求を視野に入れていた。1992年（平成4年）3月24日、熊本地裁に対して再審請求予定として証拠物の保管を申請。1993年（平成5年）5月2日には、同じ法律事務所に所属し名張事件の再審請求に関わっていた野嶋真人弁護士とともに岡山刑務所に服役中のAに接見し、再審請求の準備を始めることを伝えた。さらに、知り合いだった国宗直子弁護士に熊本の弁護士の紹介を頼んだところ、確定審で国選弁護人を務めた三角修一弁護士の息子の三角恒弁護士が弁護団に参加した。三角恒弁護士は、父がこの事件に関わっていたことを知らず、裁判記録を見て驚いたという。息子である三角恒弁護士からこの事件のことを問われた三角修一弁護士は、多くは語らず「あれは無実だよ」とだけ話した。
弁護団は何度も自腹で熊本を訪れて、現地調査や関係者に対する聞き取りを行った。犯行直前にAは将棋仲間を自宅まで送る被害者の後をつけたとされ、自供では深夜であったが遠くまでよく見えたとされていたが、同じ1月の満月の夜に確認したところ、実際にはよく見えなかった。また、その途中のある家の居間の電気がついていたと述べたことが確定判決で秘密の暴露にあたるとされたが、実際には自供以前から警察はその事実を把握していたことも判明した。さらに、犯行時刻は1月6日の1時30分ごろとされていたが、翌朝被害者を見かけたという目撃証言を得た。この目撃者は、事件後に警察に対しても証言していたが、警察から激しい追及を受けて「被害者を見かけたというのは事実ではありません」という文書を書かされたとのことであった。
同年、弁護団は熊本地検に対して事件に関する証拠の開示を請求した。熊本地検はこれに応じ、証拠物の閲覧を許可した。1997年（平成9年）9月1日、熊本地検での3度目の証拠物閲覧で、弁護団は、開示された証拠物の中から、Aが燃やして捨てたと供述していたシャツの布片を見つけた。布片は全部で5点あり、弁護団が布片を組み合わせると、元のシャツの形が完全に復元された。5点の布片のうち3点はAが逮捕された翌日1985年（昭和60年）1月21日に領置され、同年2月5日にさらに1点が押収されたものであった。Aは2月6日に、その時点で見つかっていなかった左袖部分について、犯行時切り出し小刀に巻き付けて使用し、犯行後に軍手とともに風呂の焚口で燃やしたと供述していた。しかし、燃やしたはずの左袖部分は起訴後の2月14日には領置されており、明らかに自白と矛盾するこの布片の存在は明らかにされないまま熊本地検で保管されていたのだった。そして、警察の鑑定によれば、その左袖の部分にも血液の付着した跡はなかった。
これと並行して、弁護団は1993年（平成5年）、日本医科大学の大野曜吉教授に遺体の傷などの法医学鑑定を依頼した。事件直後に遺体を司法解剖した熊本大学の神田瑞穂教授は正式な鑑定書を完成させる前に死亡しており、確定審で証拠採用されたのは一部の傷について記載された警察の捜査報告書であった。弁護団が日弁連を通じて熊本大学に問い合わせたところ、神田教授が解剖時に作成した「鑑定書控」と題するメモが残されていた。大野教授はこのメモをもとに傷の検討を行った。神田教授のメモの取り方が一般的な鑑定書の記載方法と異なっていたため難航したが、神田教授の弟子にあたる熊本大学の恒成茂行教授の協力を得て、2007年（平成19年）9月10日に大野教授の鑑定書は完成した。鑑定書の中で大野教授は、被害者の傷のうち2か所の傷口は凶器とされた切り出し小刀より幅が狭く、この切り出し小刀は凶器たり得ないこと、致命傷となった傷は衣服の上から刺されたものであり「小刀が表皮に刺さった隙間から血が溢れ出したのを見た」とする自供と矛盾することなどを指摘した。このほかにも弁護団は、警察がAに対して実施したポリグラフ検査は質問方法などに問題点が多く信頼性がないとする鑑定結果も入手した。
なお、日弁連は1996年（平成8年）11月19日、弁護団の人権救済の申し立てを受けて調査委員会を設置し、武村二三夫弁護士が弁護団に加わった。これによって、再審準備のための弁護団の熊本への交通費や宿泊費などの実費が日弁連から支給されることとなった。また、2011年（平成23年）8月11日には、日弁連としての再審に対する支援を理事会で決定している。

#### 再審請求審
再審の申立にあたって弁護団と面会したAは、認知症を患い、裁判を受け服役したことも覚えていない状況であった。このため、2012年（平成24年）1月11日にAの成年後見を申し立て、同年3月2日に衛藤二男弁護士が成年後見人となった。3月12日、衛藤弁護士が成年後見人として再審を請求。高齢のAが再審請求中に死亡した場合に備え、弁護団の依頼を受けてAの長男も再審を請求することになった。Aの長男は、家族には迷惑を掛けられないと離婚した上で、2015年（平成27年）9月17日に再審を請求した。2件の再審請求は併合されて熊本地裁で審理された。
弁護側は、Aが燃やしたと供述したシャツの布片が発見されたこと、凶器とされた切り出し小刀と遺体の傷は矛盾するとの鑑定、致命傷となった傷はセーターの上から刺されたもので傷口から血が出るのが見えたとするAの供述と矛盾するとの鑑定などを無罪を言い渡すべき明らかな証拠として示し、再審開始を求めた。検察側は、これらの証拠には新規性や明白性がないとして全面的に争った。発見されたシャツの布片についても、凶器に巻き付けられたのは別の布であった可能性があると主張した。
再審請求審における裁判所・検察・弁護団による三者協議は、2012年（平成24年）11月27日から2015年（平成27年）12月まで、計19回を数えた。弁護側は裁判所に対して、保管する証拠の全面開示と未提出の証拠の目録作成および開示を検察に命じるよう申し立てたが、当初裁判所は任意の証拠開示を促すにとどまった。しかし、検察側が任意の開示を拒否したため、弁護側の度重なる要請を受けて2013年（平成25年）12月9日に裁判所は検察官に対して血痕・指紋・足跡の鑑定書や関係者の供述書など11点の証拠開示勧告を出した（同月18日にも追加の開示勧告）。これに応じて2014年（平成26年）4月24日開示された証拠からは、自供ではAは土足のまま被害者宅に上り込んで犯行に及んだとされているにもかかわらず室内からも被害者宅周辺からもAの履物に該当する足跡は検出されていないことなどが明らかになった。
2015年（平成27年）2月27日には大野教授に対する証人尋問が行われた。傷口と凶器とされた切り出し小刀との矛盾についてはすでに確定審の控訴審で弁護側が指摘していたが、そこでは検察側の鑑定人であった牧角三郎によって、受傷時に刃の先端部で皮膚が押し下げられる「押し下げ現象」で説明が可能と証言されていた。これに対して大野教授は、傷の場所や深さ、凶器の刃物によって衣服に空いた穴と傷口の長さがほぼ同じであることなどから「押し下げ現象」が発生した可能性はほとんどないと証言した。
2016年（平成28年）6月30日、熊本地裁は、「無罪を言い渡すべき明らかな証拠を発見したとき」に該当すると判断し、再審開始を決定した。決定理由の中で、確定審の争点はAの自白の任意性と信用性であったとして、再審請求審で弁護側の提示した証拠について以下のように判断した。
シャツの布片
Aは、犯行時切り出し小刀にシャツの左袖部分の布片を巻き付け、犯行後に軍手とともに風呂の焚口で燃やしたと供述したが、その左袖部分は現存し、血液の付着も認められなかった。このことは、切り出し小刀に巻いた布片がシャツの左袖部分ではなかったというだけでなく、そもそも切り出し小刀に布片を巻いたという供述が「Aの体験に基づく供述ではないのではないか、すなわちその事実そのものが存在しなかったのではないかとの合理的な疑いが生じてくる」。
大野鑑定
大野鑑定は「非常に合理的」であり、被害者の遺体の傷のうち2か所について、凶器とされた「切出小刀によっては成傷し得ないのではないかという合理的な疑いが生じる」。シャツの布片のことも併せて考えると、凶器とされた「切出小刀は被害者を殺害した凶器ではないという疑いは、一層強いものになる」。
そして、これらはAの自白の「重要部分に客観的事実との矛盾が存在する」ことを示しており、さらに、自白の信用性を支えるとされたその他の事実も「その証明力や証拠価値に疑問が生じており」、Aの自白のみで「確定判決の有罪認定を維持し得るほどの信用性を認めることは、もはやできなくなった」とした。
決定を受け検察側は7月2日に福岡高裁に即時抗告。即時抗告審を担当した検察官は、障害者郵便制度悪用事件の國井弘樹だった。検察側は、「Aの自白以外にもAが本件事件の犯人であることを示す間接事実が多数認められ、確定判決も、このような全体像を正当に評価したもので、Aの自白のみをもって有罪判決を宣告したものではない」とし、自白と間接証拠によってAが犯人であることに疑いはないと主張した。また、大野鑑定に対しては反論する法医学者の意見書を提出する意向を示していたが、結局法医学者による意見書は提出されず、検察官による意見書のみが提出された。
福岡高裁は2017年（平成29年）11月29日に即時抗告を棄却。検察側は12月4日に最高裁に特別抗告した。弁護団は、2018年（平成30年）2月27日に特別抗告申立書に対する反論書を提出。これに対し検察側からは弁護側に対する反論や新たな証拠の提出は一切行われなかった。弁護団は、4月27日、6月29日、8月29日の三度に渡り、特別抗告の早期棄却を要請した。最高裁は、同年10月10日に特別抗告を棄却し、再審開始が確定した。ただし、Aの長男は、福岡高裁で即時抗告審が行われていた2017年（平成29年）9月に病死したため、Aの長男による再審請求手続きは終了している。

### 再審
2019年（平成31年）2月8日、熊本地裁で再審初公判が開かれた。裁判長は、再審請求審で再審開始を決定した溝國禎久だった。公判には、父や兄と疎遠だったAの二男が、兄のジャケットを着て傍聴した。
検察側は、確定審と再審請求審で提出された200点の証拠を改めて証拠請求したが、裁判所は、Aの自白調書や凶器とされた切り出し小刀など142点について却下した。これを受けて論告で検察は、「確定審と再審請求審で提出された証拠をもとに裁判所の適切な判断を求める」と述べるにとどまり、殺人罪についての求刑を放棄。銃砲刀剣類所持等取締法違反および火薬類取締法違反についてのみ、懲役2年を求刑した。一方の弁護側は、最終弁論で、「殺人事件の犯人とAさんを結び付ける証拠は何一つない。無罪は明らかだ」と述べ、「殺人罪の汚名を着せられたまま刑の執行も受け、筆舌に尽くしがたい苦難に苦しめられてきた。後半生を全て奪われてしまったと言っても過言ではない」「生きているAさんに『無実が認められましたよ』と伝えたい」「一刻も早い無罪判決の言い渡しを切に希望する」として、殺人罪について無罪、銃刀法違反と火薬類取締法違反については執行猶予つきの判決を求めた。公判は約30分の審理で即日結審した。傍聴していたAの二男は、閉廷後、「あと2年早ければ、この場にいたのはずっと父を支えた兄だった。さらに2年早ければ、おやじも裁判を理解できたはずだ。検察には一言でも謝ってほしかった」と語った。
3月28日、判決公判が開かれ、殺人罪について無罪、銃刀法違反と火薬類取締法違反について懲役1年の実刑とする判決を言い渡した。判決理由の中で、自白など検察側が請求した証拠については、すでに再審請求審での長期間をかけた審理で信用性が否定されており、「相当の時間をかけて改めてその信用性を検討したとしても、検察官による新たな立証がされない以上、客観的事実と矛盾する疑いがあることを根拠とする再審請求審の判断と異なる結論に至ることは想定し得ない」などと証拠採用しなかった理由を述べ、Aが犯人であることを示す証拠はないと結論付けた。検察側・弁護側とも、その日のうちに上訴権を放棄したため、判決は確定した。

## 裁判後
判決後、弁護団は声明を発表し、「事件発生、逮捕から34年、再審請求から7年を要してようやく冤罪が晴らされた。再審公判では、Aさんの健康状態を考慮し、速やかに手続きを進めた熊本地裁の判断を高く評価する」としたものの、齊藤弁護士は、確定審で「有罪という誤った判決を出した熊本地裁が、これに言及すると思っていたのに残念だ」と苦言を呈し、三角弁護士は、「再審が決まっても検察が何度も抗告して、裁判を長引かせることができる再審制度の改正も訴えていかなければならない」と述べた。Aの二男も、弁護団には「これでA家の矜持を保てた。感謝の言葉しかない」と感謝した一方で、「冤罪をつくり、判決を引き延ばした警察や検察の責任は今の法律では追及できない」と話した。また、熊本地検の江口昌英次席検事は、「被告人が有罪であるという新たな主張・立証は行わず、裁判所に適切な判断を求めていたもので、その点を踏まえて裁判所が判断したものと考える。今後とも基本に忠実な捜査を徹底していきたい」、熊本県警の甲斐利美刑事部長は、「無罪判決が言い渡されたことは真摯に受け止め、今後の捜査に生かしていきたい」とコメントした。
判決公判閉廷後の12時30分ころ、弁護団やAの二男は、Aの入所する高齢者施設を訪れ、Aに無罪判決を報告した。脳梗塞の後遺症でほぼ寝たきりの生活を送るAは、認知症の症状が進み、普段は感情を表情に表すこともほとんどないが、弁護団が繰り返し無罪と伝えると、頬を緩め目に涙を浮かべたという。施設の部屋には東住吉事件の青木恵子も駆けつけて、Aに花束を渡した。
2020年（令和2年）9月、違法捜査による長期間の身柄拘束の賠償を求め、国と熊本県を相手取り約8500万円の損害賠償を求める訴訟を熊本地裁に起こした。しかしAは10月20日頃に誤嚥性肺炎を起こし、熊本市内の病院に入院。10月29日午前2時59分、肺炎のため満87歳で死去した。
2025年（令和7年）3月14日、熊本地裁は検察が刑事裁判で注意義務を怠ったとして国に約2300万円の支払いを命じた。県警の取り調べの違法性は認めず、県への請求は退けた。

## 評価・影響

### 捜査・裁判に対する批判
事件発覚後、逮捕に至るまでのAに対する任意の事情聴取は計74時間に及んだ。Aはこの頃の精神状態について、「もう精神的にも参っておりましたので、もうこれは早く自白して楽になったほうが自分でもいいんじゃないかというような、やけくそのような気持が起こりましたので、もう17日頃からもう早く逮捕しなさいよというようなことを警察に迫っておりました」と後の公判で述べている。しかし、確定審判決は「自白の任意性に疑いを抱かしめるほどの強制的なものであったとは、到底認めがたい」として任意性を認め、その点については再審開始決定でも維持された。
現在では、逮捕された被疑者は当番弁護士制度が利用でき、勾留されれば国選弁護人が付けられるが、任意捜査の段階ではこうした制度は利用できず、自費で私選弁護人を依頼するほかはない。また、裁判員裁判の対象となる事件では取り調べの可視化が義務付けられているが、やはり任意捜査の段階は対象となっていない。ジャーナリストの江川紹子は、「資力のない被疑者の場合、松橋事件と同じように長々と『任意』の取り調べを行って『自白』に追い込むという”捜査手法”が取られかねない」として、松橋事件のような冤罪を防ぐために任意捜査の段階から録音・録画を行うべきであると主張している。
また、Aと犯行を結びつける直接証拠は自白のみであり、自白偏重の捜査と確定審判決に対しても批判がある。熊本地裁は、Aの早期の名誉回復を優先して再審で実質的な審理を省略したが、これに対しては、再審を通じて冤罪の原因を究明して再発防止を検証することができなかったとの批判もある。Aの弁護団内でも再審で自白調書の信用性を吟味して判決に記載させるべきとする意見もあったが、その場合、半年以上の審理が見込まれることもあって、Aの存命中の判決を求めるために最終的に裁判所の意向を受け入れた。弁護団の一人は、「苦渋の決断である」と語ったという。元判事の門野博弁護士も「公開の法廷で証拠を検証しなければ、誤判の原因究明につながらない」と、熊本地裁の訴訟指揮に疑問を呈した。

### 当初の国選弁護人に対する批判
Aは、同じ熊本県で発生した免田事件のことを知っており、捜査段階で自白を強要されても裁判で無実を主張できると考えていた。Aは、確定審の公判が始まる前に当初の国選弁護人に「否認して争いたい」と希望したが、この国選弁護人は「どうしてもそうしたいのであれば私選弁護人を依頼した方が良い」と応じた。このためAはやむをえず確定審第一審の初公判において起訴事実を認めた。罪状認否でのこの発言が裁判官に強く印象付けられ、有罪判決につながったのではないかと指摘されている。Aによれば、確定審第一審の第5回公判で自白を撤回して無実を主張したところ、この国選弁護人に怒鳴りつけられたという。
たとえ弁護人が被告人が犯人ではないかとの心証を抱いていたとしても、被告人の主張に沿って弁護を行うのが弁護人の務めである。当初の国選弁護人のこうした対応については、被告人の防御権を侵す行為として強く非難されており、同志社大学の浅野健一教授は「犯罪的な言動」とまで言っている。ただし、再審開始決定で熊本地裁は、この国選弁護人の弁護活動について「適切性を欠いているとの評価はあり得る」としながらも、被告人の権利擁護の意図に基づくものと認定している。
この弁護士は、日弁連の問い合わせに対して、文書で「弁護人として全面否認でいくのが正しいとは思えないので、そうするのであれば別に私選弁護人を依頼し、その弁護人に最初から説明をやり直したほうが良いと述べたと思う」と回答したが、対面での聴取には応じることはなかった。なお、この弁護士はのちに熊本県弁護士会の会長を務めた。

### 検察に対する批判
自白と矛盾する証拠の秘匿
再審開始決定の決め手の一つとなったのは、Aが自白の中で犯行後に燃やしたとしていたシャツの左袖部分が発見されたことであった。その左袖部分は、起訴直後の1985年（昭和60年）2月14日には警察に領置されており、その時点で、起訴状に記載され確定判決が認定した起訴事実は破綻していた。この左袖部分が確定審に提出されていれば、確定判決に影響した可能性がある。にもかかわらず、検察は、裁判でその事実を伏せたままAの有罪を主張し続けていた。それが意図的なものであったとすると、検察側の姿勢には大きな問題があるとされる。門野博弁護士は、「捜査側は保管していた新証拠の『布片』にもっと早い段階で気付き、『被告は無罪だ』と立証すべきだった」と述べた。
検察は、再審請求審第一審で、「検察官が、本件シャツを確定審に証拠として顕出しなかったのは、凶器に巻き付けられた布切れが本件シャツの左袖であったとは断定できず、本件シャツを証拠として顕出する意味はないものと判断したからにすぎない」とする意見書を提出している。これに対して弁護団の菅一雄弁護士は、「検察官は、被告人の自白が内容の一部に明らかな虚偽を含むことを知り、その証拠も持ちながら、確定審裁判所にはその証拠を隠し、裁判所が被告人の自白の信用性を慎重に吟味する機会を奪った。これは被告人に対する防御権の侵害であると同時に、裁判の中立公平性とそれへの国民の信頼の破壊でもある」と強く批判している。
再審開始決定に対する抗告
再審請求審は、4年を超える歳月をかけた審理を経て、2016年（平成28年）6月30日に熊本地裁が再審開始の決定を下した。しかし、検察側は「原決定は、新規性のない証拠、あるいは明白性のない証拠を、新たに発見された無罪を言い渡すべき明らかな証拠として再審開始の決定をしているから、原決定を取り消したうえで、本件再審請求を棄却すべきである」として福岡高裁に即時抗告。それが棄却されると、Aの年齢や健康状態を考慮して特別抗告しないよう求めていた弁護側の要請を無視する形で最高裁に特別抗告した。本来、特別抗告は憲法違反や判例違反の理由でしか認められないにもかかわらず、検察の主張は即時抗告審と大差がなく実質的に事実誤認の主張に過ぎなかった。
こうした検察側の姿勢は、「Aさんの命が燃え尽きることを狙った不当な先延ばしである」「寝たきりとなった老人の命が尽きて再審が開かれずに済む状況を期待していたのではないか」などの批判を呼んだ。実際、Aの成年後見人と合わせて再審を請求していたAの長男は、福岡高裁での即時抗告審中に病死し、Aの長男による再審請求は終了している。
再審はあくまで裁判をやり直すものであり、検察側が有罪だと信じるのであれば再審で改めてそう主張すれば良い。諸外国では刑事事件で検察側の上訴を禁じる例もあり、少なくとも再審請求審においては検察側による即時抗告や特別抗告に制限を加えるべきではないかとする主張もある。
こうした検察の態度については、障害者郵便制度悪用事件の反省に立って最高検察庁が2011年（平成23年）に策定した「検察の理念」に悖るものと批判されている。さらに、福岡高検で検事として即時抗告審を担当したのは國井弘樹であったが、江川紹子は、障害者郵便制度悪用事件で村木厚子を罪に陥れる一端を担った國井に担当させたことについても、「冤罪をつくった張本人に、別事件で無実を訴える人の雪冤を阻止する役割を与えた検察組織には、『道義』という観念はないのだろうか」と批判している。

### 再審における証拠開示について
弁護団は再審請求前に証拠物の閲覧許可を求め、熊本地検がこれに応じたため、再審開始決定の決め手となる証拠を得ることができた。しかし、再審開始前に証拠の開示を行うことやその基準を定めた法律はなく、閲覧請求に応じるか否かは検察官の裁量に委ねられている。熊本地検が再審請求前に証拠物を開示したのは異例の対応であった。
一方で、再審請求審が始まると、弁護側が何度も求めたすべての証拠の開示に対して、検察側は「証拠あさり」につながりかねないと拒否し、裁判所から開示勧告があった物についてのみ開示するという姿勢を崩さなかった。
こうした検察の態度に対して、ジャーナリストの菅野良司は、「そもそも、公金で収集された証拠物や証拠書類は本来、公の財産であり、検察の独占物ではない」と批判している。また、日弁連は再審請求後に検察の保管する証拠物やその目録を弁護側に開示することの法制化を求めているが、弁護団の三角弁護士は、再審請求前の証拠開示もまた重要であり、そうした法整備が必要であると主張している。